# Сергей Таборицки
Сергей Владимирович Таборицки (на руски: Сергей Владимирович Таборицкий) е руски емигрант в Германия, ултранационалист и монархист. Прочува се с атентата срещу Павел Милюков през 1922 г., за което лежи в затвора. От 1936 до 1945 г. е заместник на ръководителя на Бюрото за руските бежанци, част от СС в Нацистка Германия. От 1942 – 1945 г. Таборицки става член на нацистката партия и пряко сътрудничи на Гестапо.

## Ранни години
Сергей и по-малкият му брат Николай Табориски (изписването на името му в началото на ХХ век е противоречиво; в годините на емиграцията се използва вариантът „Таборицки“) са родени в Санкт Петербург като извънбрачни деца на покръстената еврейска шивачка и собственичка на моден магазин Анна Владимировна и нейният съжител Сергей Александрович Запевалов (който се разделя с нея през 1901 г.). И двамата братя са възпитани като православни християни. Кръстник на Таборицки е бъдещият оберпрокурор Владимир Саблер. Братята носят фамилията на първия съпруг на Анна Владимировна, също евреин, Вулф Айзикович Табориски, търговец от Ошмяни, напуснал страната много преди да се родят и двамата – през 1887 г. Според документите те се считат за деца на Вулф Табориски, тъй като първият развод на майка им е едва през 1899 г. Майката става търговка от втора гилдия и се омъжва за благородник на име Марасанов, вземайки неговото фамилно име. Анна Марасанова умира през март 1914 г. във Франция.
През 1915 г., след смъртта на майка си, Сергей и Николай правят неуспешни постъпки до Петроградската духовна консистория с молба да ги признае за деца на „руско православно лице“ и да ги отърве от „печата на Каин“, позовавайки се на своите религиозни и монархически настроения.
Сергей Таборицки завършва Realschule на Гуревич в 1915. По-късните сведения, че Таборитски е участвал в Първата Световна война под командата на Великия княз Михаил Александрович като част от Каквказката Местна Кавалерийска Дивизия, не са надеждни, защото не е намерена документирана информация за негова дейност от 1915 – 1919. Според други доклади, по това време той е асистент на комисаря на Държавната дума и депутат Георги Деугин.
По време на Февруарската революция Таборицки е в Украйна, откъдето заминава за Германия. Докато е в петлюровски затвор в Киев, той се запознава с монархиста Пьотър Шабелски-Борк, с когото след това непрекъснато общува в изгнание.

## Емиграция
Отначало Таборицки живее в Берлин, след това в Мекленбург, а от януари до март 1922 г. в Мюнхен. Докато е в Берлин, той е съредактор на антисемитското списание Луч света („Лъч светлина“), което излиза от април 1919 г. нататък. „Луч света“ преиздава прословутия антисемитски фалшификат „Протоколи на Ционските мъдреци“. Преди покушението срещу Павел Милюков работи като машинописец. По идеологически причини той отказва да получава поръчки от Съветския съюз.
През 1921 г. Таборицки случайно среща на улица в Берлин бившия политик от Държавната дума Александър Гучков. Таборицки го напада с чадър, за което прекарва няколко дни в местен затвор.

### Опит за покушение срещу Павел Милюков
Заедно с Шабелски-Борк, Таборицки участва в подготовката на атентат срещу либералния политик Павел Милюков, деец на руската емиграция и Конституционно-демократическата партия (кадетска). За да го извършат, те пътуват от Мюнхен до Берлин, където Милюков изнася лекция. По време на лекцията Таборицки открива огън. Владимир Набоков (баща на писателя Владимир Набоков) се втурва към Шабелски, избутва му ръката с револвера, но Таборицки стреля три пъти от упор в него. Набоков е убит веднага, прострелян в сърцето. След това Таборицки отива до гардероба, взима дрехите си и се насочва към изхода, но една жена възкликва: „Ето го убиецът!“ и Таборицки е задържан от тълпата. Освен Набоков, който загива на място, по време на опита за безразборната стрелба са ранени девет души, включително председателят на Берлинската група на кадетската партия Л. Е. Еляшев и един от редакторите на вестник „Рул“ Август Каминка.
Медицинският преглед на Шабелски-Борк и Таборицки показва, че и двамата отдавна употребяват наркотици и в деня на покушението са приели голяма доза.
Процесът за атентата срещу Милюков се провежда на 3 – 7 юли 1922 г. в Берлинския наказателен съд в Моабит. Съдът осъжда Таборицки на 14 години затвор за съучастие в покушението и умишлено нанасяне на тежки рани на Набоков, причинили смъртта му. През пролетта на 1927 г. е освободен поради амнистия.

### По време на нацисткия режим
От май 1936 г. Таборицки е заместник на генерал Василий Бискупски в създаденото от нацистите Бюро за руските бежанци в Германия (Vertrauensstelle für russische Flüchtlinge in Deutschland). Задълженията на Таборицки включват поддържане на картотека на руската емиграция и политическо наблюдение на нейните настроения. След избухването на войната със СССР той ръководи набирането на преводачи за Вермахта сред руските емигранти. Дейностите на Таборицки се извършват в тесен контакт с Гестапото. Глеб Рар описва Таборицки по следния начин: „Сух, слаб, заострен, изсъхнал, леко измокрен тип, не цъфтящ, но избледняващ“.
През април 1937 г. Таборицки се жени за Елизабет фон Норе, внучка на астронома Карл Фридрих Норе, който е член на нацистката партия от 1931 г. След многобройни петиции (включително до Йозеф Гьобелс) и редица откази, той получава германско гражданство (1938 г.) и постъпва в нацистката партия (1942 г., прието със задна дата от датата на кандидатстване през 1940 г.). Той скрива еврейския произход на майка си и ѝ приписва немски корени, а руското дворянство приписва на фиктивния баща „Владимир Василиевич Таборицки“. Представяйки се за благородник, той използва немското фамилно име „фон“ (фон Таборицки). Той твърди, че покушението срещу „лидера на еврейската демокрация“ и „ненавистника на Германия“ Милюков, за което той излежава наказателна присъда, е подвиг към новата му родина. Той подчертава, че първи е направил известни протоколите на Сион в Германия и се гордее с преследването му от страна на евреи и „левичари“. През 1939 г. създава Национална Организация на Руските младежи (НОРМ). Организацията е под прякото управление на СС. Тя е подобна на немската организация Хитлерюгенд, на която е подчинена. В последните дни на войната Таборицки бяга от Берлин, по-късно живее в Лимбург ан дер Лан. Той продължава да публикува от време на време в бразилското монархическо списание „Владимирский вестник“. След смъртта на Шабелски-Борк през 1952 г. той пише некролог за него.
Таборицки умира на 16 октомври 1980 г. от естествена смърт.